# Носок крыла

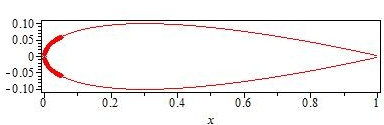
Сечения профиля крыла с выделенным носком крыла

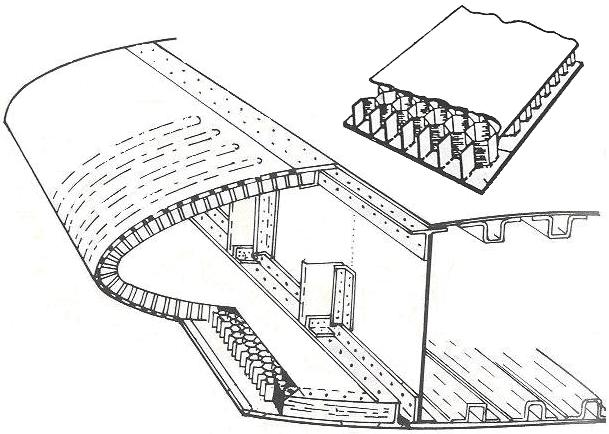
Носок крыла в разрезе

Носо́к крыла́ — передняя часть крыла от крайней передней точки до первого продольного силового элемента — стенки или переднего лонжерона.
Носок крыла может содержать следующую механизацию и системы:
- Противообледенительная система — резиновые протекторы (Deicing boot, система воздушно-тепловой ПОС с нагревательными элементами и др.);
- Отклоняемый носок — предкрылок, не образующий щели;
- Наплыв крыла;
- Предкрылок;
- Щель передней кромки;
- Щиток Крюгера;
- Столл стрип —  девайс, предназначенный для улучшения поведения при сваливании и создания отчетливой предупредительной тряски по элеронам, при приближении к сваливанию;
- Пластинчатый турбулизатор.